# Squier
Squier – firma należąca do Fender Musical Instrument Corporation, produkująca tańsze wersje gitar tejże firmy, w tym: Stratocaster, Telecaster, Jaguar, Mustang, Jazzmaster, oraz Jagmaster.

## Historia
Pierwotnie firma Squier była związana z produkcją strun do gitar, skrzypiec i banjo. Została założona pod koniec XIX wieku, a w latach 60 XX wieku została wykupiona przez Fender Musical Instrument Corporation i przez jakiś czas pozostawała nieaktywna. Następnie w latach 80 jej działalność została reaktywowana, jako firma produkująca tańsze wersje gitar wzorowanych na modelach Fendera, w tym najpopularniejszych modeli jak Stratocaster czy Telecaster i gitar basowych, w tym różnych odmian Precision Bass, Jazz Bass czy Jaguar Bass.

## Serie gitar obecnie w produkcji
- Affinity
- Bullet
- Deluxe
- Vintage Modified
- Classic Vibe
- Obey
- Standard
- Paranormal